# Michela Pace
Michela Pace (ur. 25 stycznia 2001) – maltańska piosenkarka, reprezentantka Malty w Konkursie Piosenki Eurowizji 2019.

## Życiorys
Pochodzi z wyspy Gozo. Swoje umiejętności wokalne rozwijała w Londynie. 
W 2019 wygrała maltańską wersję programu The X Factor i została z utworem „Chameleon” ogłoszona reprezentantką Malty w 64. Konkursie Piosenki Eurowizji w Tel Awiwie. 16 maja Michela Pace wystąpiła jako jedenasta w kolejności w drugim półfinale konkursu i z ósmego miejsca zakwalifikowała się do finału. 18 maja wystąpiła jako pierwsza w finale konkursu i zajęła 14. miejsce, po zdobyciu łącznie 107 punktów w tym 20 punktów od telewidzów (22. miejsce) i 87 punktów od jurorów (10. miejsce). W maju 2020 roku wystąpiła w projekcie Eurovision Home Concerts, w którym wykonała „Chameleon” i cover kompozycji „Where I Am” duńskiej piosenkarki Anji.

## Dyskografia

### Single
| Rok                                                      | Tytuł       | Najwyższe pozycje na listach | Najwyższe pozycje na listach | Najwyższe pozycje na listach | Najwyższe pozycje na listach | Najwyższe pozycje na listach | Najwyższe pozycje na listach | Najwyższe pozycje na listach | Najwyższe pozycje na listach | Album |
| Rok                                                      | Tytuł       | BEL                          | EST                          | GRE                          | NLD                          | ICE                          | LTU                          | SCO                          | SWE                          | Album |
| Rok                                                      | Tytuł       | Flandria                     | EST                          | GRE                          | NLD                          | ICE                          | LTU                          | SCO                          | SWE                          | Album |
| -------------------------------------------------------- | ----------- | ---------------------------- | ---------------------------- | ---------------------------- | ---------------------------- | ---------------------------- | ---------------------------- | ---------------------------- | ---------------------------- | ----- |
| 2019                                                     | „Chameleon” | 159                          | 29                           | 65                           | 73                           | 38                           | 23                           | 86                           | 69                           | –     |
| „–” oznacza, że singel nie był notowany na danej liście. |             |                              |                              |                              |                              |                              |                              |                              |                              |       |

### Nagrody
- 2019: Lovin Music Awards - Best Upcoming Female & Best Music Video (Chameleon)[12]
- 2020: Malta Music Awards - Breakthrough Artist & Best Video (Chameleon), nominacje: Best Song (Chameleon i Cannonball)[13][14][15]
- 2020: Bay Music Awards - Best Music Video (Cannonball), nominacje: Best Female & Best Song (Cannonball i Say it first)[16][17]